# Tina Trstenjak
Tina Trstenjak (Celje, 24 d'agost de 1990) és una judoka eslovena, ja retirada, que competia en la categoria de pes semi mitjà (-63 Kg). Va participar en 2 Olimpíades, guanyant la medalla d'or als Jocs Olímpics de Rio i la medalla de plata als Jocs Olímpics de Tòquio. A més, va guanyar 4 medalles (1 d'or) en els Campionats del Món i 7 medalles (3 d'or) en els Campionats d'Europa.
Actualment és àrbitre internacional de Judo i treballa com a Supervisora d'àrbitres i experta acadèmica a la Federació Internacional de Judo.

## Palmarès internacional
| Jocs Olímpics      | Jocs Olímpics  | Jocs Olímpics | Jocs Olímpics |
| Any                | Seu            | Posició       | Prova         |
| ------------------ | -------------- | ------------- | ------------- |
| 2016               | Rio de Janeiro | 1             | -63 Kg        |
| 2020               | Tòquio         | 2             | -63 Kg        |
| Campionat del Món  |                |               |               |
| 2010               | Tòquio         | 2a ronda      | -57 Kg        |
| 2013               | Rio de Janeiro | 5a posició    | -63 Kg        |
| 2014               | Txeliàbinsk    | 3             | -63 Kg        |
| 2015               | Astanà         | 1             | -63 Kg        |
| 2017               | Budapest       | 2             | -63 Kg        |
| 2018               | Bakú           | 3             | -63 Kg        |
| 2019               | Tòquio         | 5a posició    | -63 Kg        |
| Campionat d'Europa |                |               |               |
| 2010               | Viena          | 1a ronda      | -57 Kg        |
| 2011               | Istanbul       | 7a posició    | -63 Kg        |
| 2013               | Budapest       | 3             | -63 Kg        |
| 2014               | Montpeller     | 2             | -63 Kg        |
| 2015               | Bakú           | 2             | -63 Kg        |
| 2016               | Kazan          | 1             | -63 Kg        |
| 2017               | Varsòvia       | 1             | -63 Kg        |
| 2018               | Tel-Aviv       | 2             | -63 Kg        |
| 2020               | Praga          | 7a posició    | -63 Kg        |
| 2021               | Lisboa         | 1             | -63 Kg        |